# Boone County, West Virginia
Boone County är ett county i sydvästra delen av delstaten West Virginia, USA. Den administrativa huvudorten (county seat) är Madison. Countyt har fått sitt namn efter jägaren och äventyraren Daniel Boone.

## Geografi
Enligt United States Census Bureau så har countyt en total area på 1303 km². 1303 km² av den arean är land och 0 km² är vatten. 

### Angränsande countyn
- Kanawha County - nord
- Raleigh County - öst
- Wyoming County - syd
- Logan County - sydväst
- Lincoln County - väst

### Städer och samhällen
- Danville
- Madison
- Manila
- Racine
- Sylvester
- Whitesville